# NGC 1866
NGC 1866 ist die Bezeichnung für einen jungen, blauen Kugelsternhaufen in der Großen Magellanschen Wolke im Sternbild Dorado. NGC 1866 hat einen Durchmesser von 4′,5 und eine scheinbare Helligkeit von 9,7 mag. Das Objekt wurde am 3. August 1826 von James Dunlop entdeckt.